# 华南石笔木
华南石笔木（学名：Tutcheria austrosinica）为山茶科石笔木属下的一个种。

## 扩展阅读
- 維基物種上的相關：华南石笔木